# Cincinnulus
Cincinnulus là một chi rêu trong họ Calypogeiaceae.